# Pueblorrico (kommun)
Pueblorrico är en kommun i Colombia.   Den ligger i departementet Antioquía, i den centrala delen av landet, 240 km nordväst om huvudstaden Bogotá. Antalet invånare är 8 294. Arean är 86 kvadratkilometer.
Terrängen i Pueblorrico är kuperad åt sydväst, men åt nordost är den bergig.